# Мали Видем
Мали Видем (словен. Mali Videm) је насељено место у општини Требње, регија Југоисточна Словенија, Словенија.

## Историја
До територијалне реорганизације у Словенији био је у саставу старе општине Требње.

## Становништво
У попису становништва из 2011. године, Мали Видем је имао 35 становника.
| Број становника према пописима | Број становника према пописима | Број становника према пописима |
| ------------------------------ | ------------------------------ | ------------------------------ |
| 1991                           | 2002                           | 2011                           |
| 32                             | 32                             | 35                             |

Напомена: Године 2010. умањено за део насеља који је припојен насељу Шентловренц.